# New York, New York (filme)
New York, New York (bra/prt: New York, New York) é um filme americano de 1977 dos gêneros drama, musical e romance, dirigido por Martin Scorsese e escrito por Mardik Martin e Earl Mac Rauch, baseado em uma história de Rauch.
Trata-se de uma homenagem musical, com novas músicas de John Kander e Fred Ebb, além de padrões de jazz, à cidade natal de Scorsese, em Nova York, e estrelado por Robert De Niro e Liza Minnelli como uma dupla de músicos e amantes.
A história é "sobre um saxofonista de jazz (De Niro) e uma cantora pop (Minnelli) que se apaixonam loucamente e se casam" no mesmo dia em que termina a Segunda Guerra Mundial, o músico Jimmy Doyle e a cantora Francine Evans se conhecem, iniciando um romance e uma parceria artística. Porém, eles vivem momentos turbulentos enquanto buscam o sucesso; no entanto, a "personalidade escandalosamente volátil do saxofonista coloca uma pressão contínua em seu relacionamento e, depois de terem um bebê, o casamento desmorona", mesmo quando suas carreiras se desenvolvem em caminhos separados.
O filme marcou a aparição final na tela do ator Jack Haley.
Quando o filme foi lançado originalmente, o tempo de duração era de 155 minutos. O fracasso de bilheteria levou a United Artists a reduzir para 136 minutos. Foi então relançado em 1981, com as cenas deletadas restauradas, incluindo o longo número musical "Happy Endings", dos quais apenas uma pequena parte havia aparecido no lançamento original. O tempo total de execução da edição em DVD é de 163 minutos.

## Elenco
- Liza Minnelli como Francine Evans
- Robert De Niro como Jimmy Doyle
- Lionel Stander como Tony Harwell
- Barry Primus como Paul Wilson
- Mary Kay Place como Bernice Bennett
- Frank Sivero como Eddie DiMuzio
- Georgie Auld como Frankie Harte
- George Memmoli como Nicky
- Harry Northup como Alabama
- Dick Miller como dono do Palm Club
- Clarence Clemons como Cecil Powell
- Casey Kasem como DJ aka Midnight Bird
- Adam David Winkler como Jimmy Doyle Jr.
- Jack Haley (cameo não creditado) como mestre de cerimônias
- Murray Moston como Horace Morris
- Lenny Gaines como Artie Kirks
- Kathi McGinnis como Ellen Flannery

## Enredo
Fonte:
No Dia da Vitória sobre o Japão, em 1945, uma imensa celebração está acontecendo em uma boate na cidade de Nova York, com música fornecida pela Orquestra Tommy Dorsey. Enquanto está lá, o saxofonista egoísta e falador, Jimmy Doyle (interpretado por De Niro), conhece a cantora de pequeno porte da USO, Francine Evans (Minnelli), que, embora solitária, não quer ter nada a ver com Jimmy, que a incomoda para conseguir seu número de telefone.
Na manhã seguinte, eles acabam compartilhando um táxi e, contra a vontade dela, Francine acompanha Jimmy a uma audição. Lá, ele discute com o dono do clube. Para colocar a audição de volta nos trilhos, Francine começa a cantar o antigo sucesso, "You Brought a New Kind of Love to Me" (Você Trouxe um Tipo Novo de Amor para Mim); Jimmy se junta com seu saxofone. O dono do clube fica impressionado e, para espanto de Francine, eles são oferecidos a ambos um emprego - como um ato de palco menino-menina em turnê. A partir desse momento, o relacionamento de Jimmy e Francine se aprofunda em uma mistura de obsessão e amor. Mas há problemas - principalmente a tendência de Jimmy de brigar com seus colegas de trabalho, seu comportamento excessivamente dramático e suas discussões cada vez mais violentas com Francine, que fica grávida de seu filho. Uma discussão especialmente acalorada entre eles resulta em Francine entrando em trabalho de parto. Jimmy a leva às pressas para o hospital, onde ela dá à luz um menino. Mas Jimmy não está pronto para ser pai ou um bom marido, e ele abandona sua esposa, recusando-se até mesmo a ver seu filho recém-nascido ao deixar o hospital.
Vários anos depois, em um estúdio de gravação, Francine grava "But the World Goes Round" (Mas o Mundo Continua Girando), um poderoso hino que entra nas paradas de sucesso e a transforma em uma figura popular do entretenimento. Nos anos que se seguem, Jimmy e Francine encontram sucesso na indústria da música; ele se torna um renomado músico de jazz e proprietário de clube, enquanto ela se torna uma cantora e atriz de cinema bem-sucedida.
Jimmy grava uma música em seu saxofone que lidera as paradas de jazz, e Francine consolida sua fama depois de cantar a mesma música, "New York, New York" (Nova York, Nova York), para a qual ela escreveu a letra. Sua performance, recebida por uma plateia muito apreciativa, ocorre na mesma boate onde, anos antes, ela e Jimmy haviam se conhecido. Após o show, Jimmy telefona para sua ex-esposa, sugerindo que saiam para jantar. Francine é tentada, se dirige para a saída dos fundos do palco, mas no último momento muda de ideia. Jimmy, esperando na calçada, percebe que foi deixado de lado e sai pela rua, acompanhado pela música que ele escreveu - o "Tema de 'Nova York, Nova York'".

## Recepção

### Bilheteria
Feito após o bem-sucedido Taxi Driver de Scorsese, o filme foi um fracasso de bilheteria. Seu orçamento foi de $14 milhões, uma quantia significativa na época, e arrecadou apenas $16,4 milhões nas bilheteiras. A recepção desapontadora levou Scorsese à depressão e ao uso de drogas. No livro de Peter Biskind Easy Riders, Raging Bulls, é relatado que a dependência de Scorsese à cocaína e a completa falta de controle sobre a improvisação de diálogos no set foram fatores importantes que contribuíram para o fracasso do filme. A United Artists acabou recuperando suas perdas no filme devido a um acordo em que compartilhariam os lucros com Rocky, que os executivos esperavam que fosse um fracasso.
Em sua introdução ao DVD do filme, lançado em 2005, Scorsese explica que pretendia que o filme fosse uma pausa do realismo cru pelo qual ele havia se tornado famoso e o via como uma homenagem aos filmes musicais da Era de Ouro do cinema estadunidense. Por esse motivo, ele projetou os cenários e a trama do filme para parecerem deliberadamente artificiais. Ele reconhece que é uma experiência que não agradou a todos.

### Avaliação crítica
No Rotten Tomatoes, o filme tem uma classificação de aprovação de 56% com base em 48 críticas. O consenso crítico diz: "A virtuosidade técnica de Martin Scorsese e a presença magnética de Liza Minnelli estão em plena exibição em New York, New York, embora a mistura ambiciosa deste musical entre estilo arrebatador e realismo duro resulte em uma combinação desconfortável."
O crítico da Time, Christopher Porterfield, afirmou que "Se este filme fosse um arranjo de big band, seria um dueto entre um saxofonista e uma cantora, mas com os solistas em uma tonalidade diferente da banda."
O crítico Dave Kehr do Chicago Reader escreveu que "Scorsese criou um filme muito elegante e dinâmico, mas as espetaculares sequências não se somam a muito."
O revisor não creditado da Variety afirmou que em "um último esforço de Hollywood Antigo, Minnelli arrasa na canção-título e é sensacional."
O crítico Geoff Andrew da Time Out afirma que "a homenagem/paródia/crítica de Scorsese ao musical da MGM é uma análise afiada das convenções tanto dos romances de encontros quanto das cinebiografias de rags-to-riches."[carece de fontes?]
O crítico Roger Ebert do Chicago Sun-Times escreve que "New York, New York de Scorsese nunca se reúne como um todo coerente, mas se perdoarmos as confusões do filme, nos divertimos."

### Prêmios e nomeações
| Prêmio                      | Categoria                                            | Nominação(es)                                                           | Resultado | Ref.   |
| --------------------------- | ---------------------------------------------------- | ----------------------------------------------------------------------- | --------- | ------ |
| British Academy Film Awards | Best Costume Design                                  | Theadora Van Runkle                                                     | Indicado  | [ 15 ] |
| British Academy Film Awards | Best Soundtrack                                      | Kay Rose, Michael Colgan, James Fritch, Larry Jost, and Richard Portman | Indicado  | [ 15 ] |
| Golden Globe Awards         | Best Motion Picture – Musical or Comedy              | Best Motion Picture – Musical or Comedy                                 | Indicado  | [ 16 ] |
| Golden Globe Awards         | Best Actor in a Motion Picture – Musical or Comedy   | Robert De Niro                                                          | Indicado  | [ 16 ] |
| Golden Globe Awards         | Best Actress in a Motion Picture – Musical or Comedy | Liza Minnelli                                                           | Indicado  | [ 16 ] |
| Golden Globe Awards         | Best Original Song – Motion Picture                  | "New York, New York" Music by John Kander; Lyrics by Fred Ebb           | Indicado  | [ 16 ] |

## Trilha sonora
Em 1977, foi lançada a trilha sonora do filme.
De acordo com William Ruhlmann, no álbum com a trilha sonora as vozes proeminentes são as de Liza Minnelli e o saxofone interpretado por Robert De Niro no filme. Ele pontuou que o supervisor musical Ralph Burns desempenhou um papel fundamental na recriação dos estilos de big bands e música pop tradicional.
A faixa título tornou-se um clássico e o single atingiu a posição de número 104 na parada de sucesso Billboard Hot 100. O álbum com a trilha sonora, por sua vez, atingiu a posição de número 50 na parada de álbuns mais vendidos, a Billboard 200.
Em relação a recepção da crítica especializada em música, o site AllMusic, o avaliou com quatro estrelas de cinco.

### Lista de faixas
| N.º | Título                                                                                    | Compositor(es)                                | Artista                        | Duração |  |
| 1.  | "Main Title: Theme / You Are My Lucky Star / Just You, Just Me / The Man I Love - Medley" | Kander e Ebb                                  | Ralph Burns                    | 1:53    |  |
| 2.  | "You Brought a New Kind of Love to Me"                                                    | Irving Kahal, Pierre Norman, Sammy Fain       | Liza Minnelli                  | 1:47    |  |
| 3.  | "Flip the Dip"                                                                            | Georgie Auld                                  | Georgie Auld                   | 2:13    |  |
| 4.  | "V.J. Stomp"                                                                              | Ralph Burns                                   |                                | 1:08    |  |
| 5.  | "Opus Number One"                                                                         | Sy Oliver                                     |                                | 8:49    |  |
| 6.  | "Once in a While"                                                                         | Bud Green, Michael Edwards                    | Liza Minnelli                  | 2:17    |  |
| 7.  | "You Are My Lucky Star"                                                                   | Arthur Freed, Nacio Herb Brown                | Liza Minnelli                  | 1:18    |  |
| 8.  | "Game Over"                                                                               | Georgie Auld                                  | Georgie Auld                   | 2:25    |  |
| 9.  | "It's a Wonderful World"                                                                  | Harold Adamson, Jan Savitt, Johnny Watson     |                                | 2:08    |  |
| 10. | "The Man I Love"                                                                          | George Gershwin, Ira Gershwin                 | Liza Minnelli                  | 3:20    |  |
| 11. | "Hazoy"                                                                                   | Ralph Burns                                   |                                | 2:38    |  |
| 12. | "Just You, Just Me"                                                                       | Jesse Greer, Raymond Klages                   | Liza Minnelli                  | 2:29    |  |
| 13. | "There Goes the Ball Game"                                                                | Kander, Ebb                                   | Liza Minnelli                  | 1:27    |  |
| 14. | "Blue Moon"                                                                               | Richard Rodgers, Lorenz Hart                  | Robert De Niro, Mary Kay Place | 3:28    |  |
| 15. | "Don't Be That Way"                                                                       | Benny Goodman, Edgar Sampson, Mitchell Parish |                                | 0:44    |  |
| 16. | "Happy Endings"                                                                           | Kander, Ebb                                   | Liza Minnelli / Larry Kert     | 11:39   |  |
| 17. | "But the World Goes 'Round"                                                               | Kander, Ebb                                   | Liza Minnelli                  | 3:58    |  |
| 18. | "Theme from New York, New York"                                                           | Kander, Ebb                                   | Georgie Auld                   | 2:49    |  |
| 19. | "Honeysuckle Rose"                                                                        | Andy Razaf, Fats Waller                       | Diahnne Abbott                 | 2:16    |  |
| 20. | "Once Again Right Away"                                                                   | Ralph Burns                                   |                                | 2:04    |  |
| 21. | "Bobby's Dream"                                                                           | Ralph Burns                                   |                                | 3:58    |  |
| 22. | "Theme from New York, New York"                                                           | Kander, Ebb                                   | Liza Minnelli                  | 3:16    |  |
| 23. | "Theme from New York, New York (Reprise)"                                                 | Kander, Ebb                                   |                                | 1:13    |  |

### Tabelas

#### Tabelas semanais
| Tabela musical (1977)          | Melhor posição |
| ------------------------------ | -------------- |
| Austrália (Kent Music Report)  | 92             |
| Estados Unidos (Billboard 200) | 50             |

## Teatro musical

### Musical brasileiro
O filme foi adaptado para um teatro musical no Brasil. Estreou em 14 de abril de 2011, no Teatro Bradesco em São Paulo, com direção de José Possi Neto. As músicas não foram traduzidas, em vez disso, foram exibidas legendas projetadas em um painel digital.

### Musical americano
O filme foi adaptado para um musical nos Estados Unidos. Estreou na Broadway em 26 de abril de 2023, no Teatro St. James, após prévias que começaram em 24 de março.